# Tobias Kempe
Tobias Kempe (* 27. Juni 1989 in Wesel) ist ein deutscher Fußballspieler, der zuletzt beim SV Darmstadt 98 unter Vertrag stand.

## Karriere

### Vereine
Kempe begann das Fußballspielen beim TV Voerde. Von dort aus wechselte er zunächst zum SuS 09 Dinslaken, dann zu Borussia Mönchengladbach und schließlich zu Werder Bremen. Hier wurde er 2007 Norddeutscher U-19-Meister.
Zur Saison 2008/09 rückte er in den Kader der zweiten Seniorenmannschaft auf und bestritt am 5. Spieltag bei der 1:3-Auswärtsniederlage beim FC Rot-Weiß Erfurt sein Profiligadebüt in der 3. Liga, als er in der 80. Minute für Philipp Bargfrede eingewechselt wurde. Im weiteren Verlauf der Serie blieb er zunächst Ergänzungsspieler und wurde bis zum 35. Spieltag insgesamt zehnmal eingewechselt. Dann gab er jedoch im Auswärtsspiel bei Wacker Burghausen, das 2:2 endete, seine Startelfpremiere und wurde daraufhin in den letzten Saisonpartien stets von Beginn an eingesetzt. Sein erstes Tor im Seniorenfußball schoss er am vorletzten Spieltag in Bremen gegen die Stuttgarter Kickers zum 2:0-Endstand, nachdem er bereits den Führungstreffer von Max Kruse vorbereitet hatte. Dieser Sieg reichte den Werderanern am Ende zum knappen Klassenerhalt, trotz einer 0:1-Niederlage bei den dadurch aufgestiegenen Fortunen aus Düsseldorf in der letzten Partie der Spielzeit.
In der Saison 2009/10 startete Kempe wieder als Einwechselspieler, bekam jedoch deutlich mehr Spielzeit als in seiner ersten Saison. So kam er in fast allen Partien zum Einsatz und stand auch mehrmals in der Startformation. Nachdem er von der Junioren-Weltmeisterschaft 2009 (siehe unten), wegen der er zwischenzeitlich für zwei Spiele nicht zur Verfügung stand, zurückgekehrt war, wurde er ab dem 14. Spieltag in allen Partien eingesetzt. In seinen 34 Spielen steigerte er seine Torausbeute auf drei Treffer. Mit seinem Team bewegte er sich zwar weiterhin nahezu ausschließlich in der unteren Tabellenhälfte, konnte diesmal den Klassenerhalt allerdings vorzeitig sichern.
Zur Saison 2010/11 entschied sich Kempe trotz eines Angebots gegen eine Verlängerung seiner auslaufenden Vertragslaufzeit und wechselte ablösefrei in die 2. Bundesliga zum Aufsteiger FC Erzgebirge Aue. Bei den „Veilchen“, gegen die er am letzten Spieltag der Vorsaison noch zum 2:1-Siegtor für Bremen getroffen und somit dazu beigetragen hatte, dass die Auer im Kampf um die Drittliga-Meisterschaft dem VfL Osnabrück den Vortritt lassen mussten, erhielt er einen bis 2012 laufenden Vertrag. Zur Saison 2012/13 schloss sich Kempe dem SC Paderborn 07 an. Bereits in der Winterpause der gleichen Spielzeit wechselte er zum Ligakonkurrenten Dynamo Dresden.
In der Saison 2014/15 wurde Kempe vom Zweitligisten SV Darmstadt 98 unter Vertrag genommen. Am 3. August 2014 gab er gegen den SV Sandhausen beim 1:0-Heimsieg sein Debüt für die Lilien. Für die Südhessen erzielte er am 24. Mai 2015 (34. Spieltag) mit dem Treffer zum 1:0-Endstand in der 71. Minute den wichtigen Sieg heraus, der die Rückkehr nach 33 Jahren in die Bundesliga bedeutete und den Karlsruher SC sowie den 1. FC Kaiserslautern einen Punkt bzw. drei Punkte auf Abstand hielt. In seiner ersten Saison kam er auf 24 Ligaeinsätze und erzielte vier Tore. Nach dem Aufstieg kam er auf 31 Einsätze in der Bundesliga, in denen er jedoch torlos blieb.
Vor der Saison 2016/17 wechselte Kempe zum Zweitligisten 1. FC Nürnberg, kehrte aber bereits zur Saison 2017/18 kehrte zum inzwischen aus der Bundesliga abgestiegenen SV Darmstadt 98 zurück. In seiner Comeback-Saison konnte er in 30 Ligaspielen mit elf Toren überzeugen. Auch in seiner vierten Saison für die Lilien erzielte er in 31 Ligaspielen zehn Tore. In der Saison 2019/20 wurde er erstmals in zwei Spielen als Kapitän eingesetzt und absolvierte 28 Spiele mit insgesamt sieben Toren. In der Saison 2020/21 kam er unter Trainer Markus Anfang auf 33 Pflichtspieleinsätze, traf zehnmal und erreichte mit der Mannschaft Platz 7 in der 2. Bundesliga. Die Saison 2021/22 unter Torsten Lieberknecht schloss er mit der Mannschaft auf dem vierten Platz in der zweiten Liga ab, wobei er den Beginn der Spielzeit aufgrund einer Corona-Infektion verpasste. Insgesamt kam er in der Saison auf 30 Einsätze mit sechs Toren und zwölf Vorlagen. Im Dezember 2022 verlängerte er seinen auslaufenden Vertrag in Darmstadt bis 2025. Danach verließ er den Verein.

### Nationalmannschaft
Im Jahr 2007 wurde Kempe zum ersten Mal in eine Nachwuchsauswahlmannschaft des DFB berufen. Nach zwei Spielen für die U-18-Nationalmannschaft spielte er ab 2008 für die U-20-Nationalmannschaft und nahm mit ihr an der Junioren-Weltmeisterschaft 2009 teil. Dort bestritt er insgesamt drei Spiele, wobei er einmal ein- sowie einmal ausgewechselt wurde. Im Achtelfinale gegen die Auswahl Nigerias wurde er in der 64. Minute wegen „rohem Spiel“ vom Platz gestellt. Die Entscheidung wurde auf der Internetpräsenz der Sportschau zwar als „unberechtigt“ bezeichnet, verhinderte jedoch trotzdem Kempes Einsatz im Viertelfinale, bei der 1:2-Niederlage nach Verlängerung gegen die Junioren Brasiliens.

## Erfolge
- Vizemeister der 2. Bundesliga und Aufstieg in die Bundesliga 2015 (mit dem SV Darmstadt 98)
- Norddeutscher U-19-Meister 2007 (mit Werder Bremen)

## Sonstiges
Sein Vater Thomas absolvierte 391 Bundesligaspiele für den MSV Duisburg, den VfB Stuttgart und den VfL Bochum. Sein älterer Bruder Dennis ist ebenfalls Fußballprofi. Er ist verheiratet und Vater einer Tochter.
Seit Februar 2022 ist er Mitglied beim SV Darmstadt 98.